# Gerardo Chiarella
 Gerardo Chiarella (Buenos Aires, 1905 – Santa Fe, 29 de junio de 1982) fue un actor argentino con una extensa trayectoria en cine, radio, televisión y teatro. Trabajó en general en obras cómicas, frecuentemente con la actriz Leonor Rinaldi, con quien estuvo casado desde 1945 hasta el fallecimiento de ella, en 1977, año en que su carrera ─de actor─ prácticamente finalizó, dedicándose desde entonces a la dirección teatral formando un grupo en la ciudad de Santa Fe donde falleciera cinco años más tarde.

## Filmografía
- Joven, viuda y estanciera (1970)
- Villa Cariño (1967)
- Patapúfete (1967; Teresa Jackson)
- ¡Cómo te extraño...! (1966)
- El octavo infierno, cárcel de mujeres (1964; inspector de feria)
- Música, alegría y amor (1956)
- Mi marido hoy duerme en casa (1955)

## Teatro
- Viuda, fiera y "avivata" busca soltero con plata! (1950).Junto con la "Compañía Argentina de Comedias Cómicas"  de Leonor Rinaldi, Alberto Anchart- Agustín Castro Miranda, en el Teatro Cómico, junto a Enrique Borrás y Lydia Quintana.